# Bodholmen (vid Kärpe, Lovisa)
Bodholmen är en för detta holme i Finland. Den ligger i kommunen Lovisa i den ekonomiska regionen  Lovisa  och landskapet Nyland, i den södra delen av landet, 60 km öster om huvudstaden Helsingfors.
Bodholmen utgör idag en del av vägbanken för vägförbindelsen mellan ön Sarvsalö och Kärpe på fastlandet. Precis söder om Bodholmen går vägen över en mindre bro med 2,8 meter segelfri höjd. Kärpsundet som Bodholmen ligger i är relativt grund och vassbevuxen varför en större bro inte ansågs nödvändig. 